# Markus Wallner
Markus Wallner (ur. 20 lipca 1967 w Bludenz) – austriacki polityk, działacz partyjny i samorządowiec, starosta krajowy Vorarlbergu.

## Życiorys
W latach 1985–1990 studiował nauki polityczne i historię na Leopold-Franzens-Universität Innsbruck. W pierwszej połowie lat 90. pracował w organizacji pracodawców Industrievereinigung. Zaangażował się w działalność polityczną w ramach Austriackiej Partii Ludowej (ÖVP). Był rzecznikiem prasowym partii w Bregencji (1995–1997), dyrektorem biura starosty krajowego Herberta Sausgrubera (1997–1999) i sekretarzem generalnym ÖVP w Vorarlbergu (1999–2006).
W latach 1995–2006 zasiadał w radzie gminy targowej Frastanz, a od 1997 jednocześnie w landtagu kraju związkowego, w którym w latach 2003–2006 przewodniczył frakcji poselskiej ÖVP (wybierany do krajowego parlamentu również w późniejszych wyborach). W latach 2006–2011 wchodził w skład regionalnego rządu Vorarlbergu jako zastępca starosty krajowego, w 2011 powołany na starostę krajowego. W 2012 stanął na czele Austriackiej Partii Ludowej w Vorarlbergu.

## Odznaczenia i wyróżnienia
- Wielki Krzyż Orderu Zasługi – Liechtenstein (2022)[2]